# 庫皮謝
50°58′32″N 28°29′43″E / 50.97556°N 28.49528°E
庫皮謝（烏克蘭語：Купище），是烏克蘭的村落，位於該國北部日托米爾州，由科羅斯堅區負責管轄，始建於1694年，面積1.98平方公里，海拔高度191米，2001年人口358，人口密度每平方公里181人。